# Clarence Oldfield
Clarence Oldfield (Durban, Sudáfrica, 27 de noviembre de 1899-14 de diciembre de 1981) fue un atleta sudafricano, especialista en la prueba de 4x400 m en la que llegó a ser subcampeón olímpico en 1920.

## Carrera deportiva
En los JJ. OO. de Amberes 1920 ganó la medalla de plata en los relevos 4x400 metros, con un tiempo de 3:23.0 segundos, llegando a meta tras Reino Unido y por delante de Francia (bronce), siendo sus compañeros de equipo: Henry Dafel, Jack Oosterlaak y Bevil Rudd.